# Elektriciteitscentrale Voerde
Elektriciteitscentrale Voerde (KKW Voerde) was een aan de Rijn gelegen steenkool-gestookte centrale in Voerde.
De centrale bestaat uit vier delen: het oudere west I en II, en nieuwere blok A en B. RWE had een 25% aandeel in de centrale, het grootste deel was in handen van STEAG.
In 2005 werd een nieuwe derde schoorsteen van 230 meter hoog in gebruik genomen, om aan de strengere wettelijke eisen van de uitstoot te kunnen voldoen. De oude 250 meter hoge schoorsteen werd buitengebruik gesteld. Blok West I en II hebben een 218 meter hoge schoorsteen. De gezamenlijke koeltoren is 165 m hoog.
In 2017 werd de gehele centrale stilgelegd.
De ontmanteling van de centrale zal naar verwachting vijf tot zeven jaar in beslag nemen.
| blok             | west I    | west II   | Voerde A  | Voerde B  |
| ---------------- | --------- | --------- | --------- | --------- |
| in gebruik sinds | 1971      | 1971      | 1982      | 1985      |
| stilgelegd in    | 2017      | 2017      | 2017      | 2017      |
| vermogen         | 356,00 MW | 356,00 MW | 761,00 MW | 761,00 MW |

## Externe link

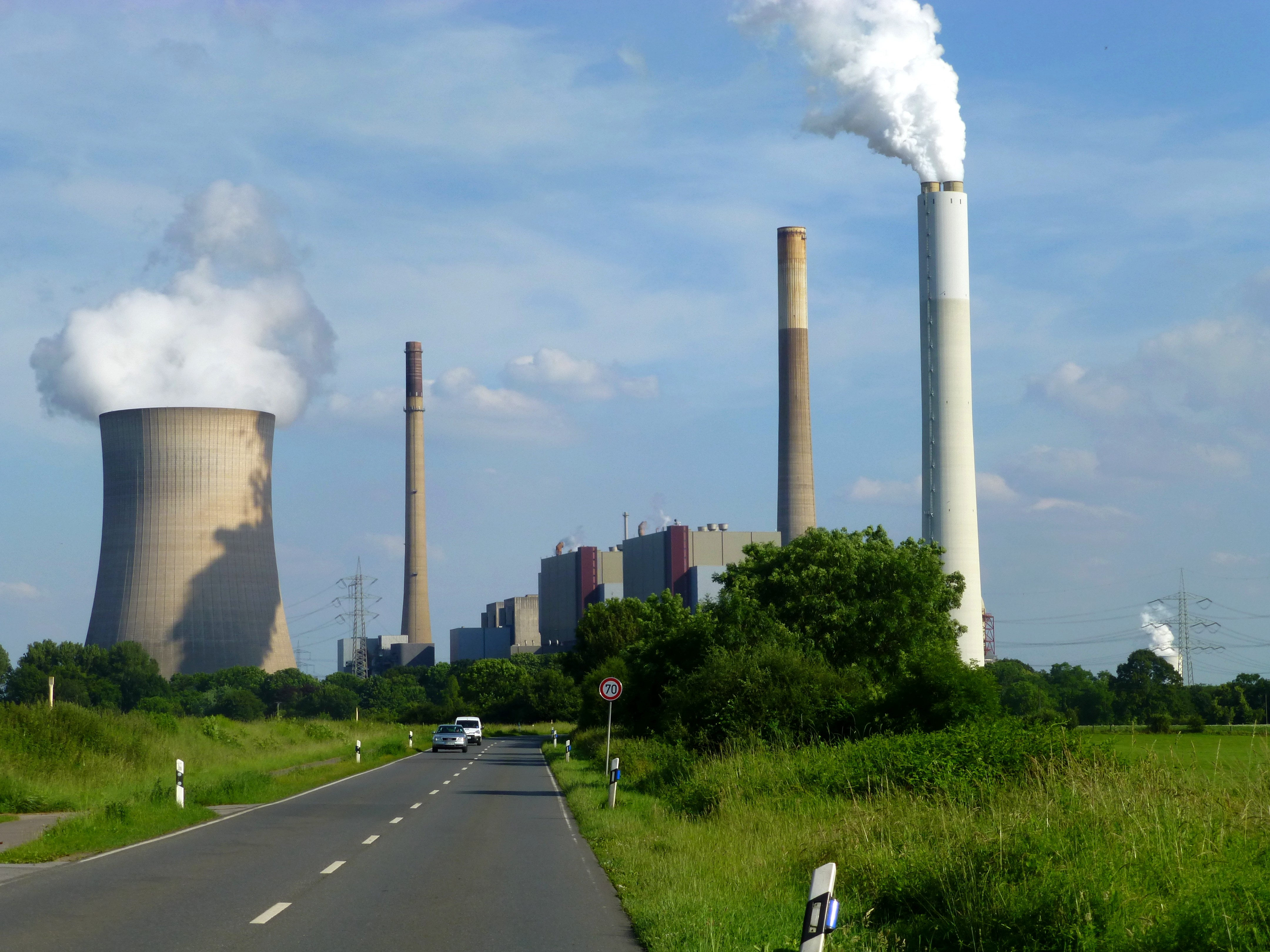
de centrale in 2014
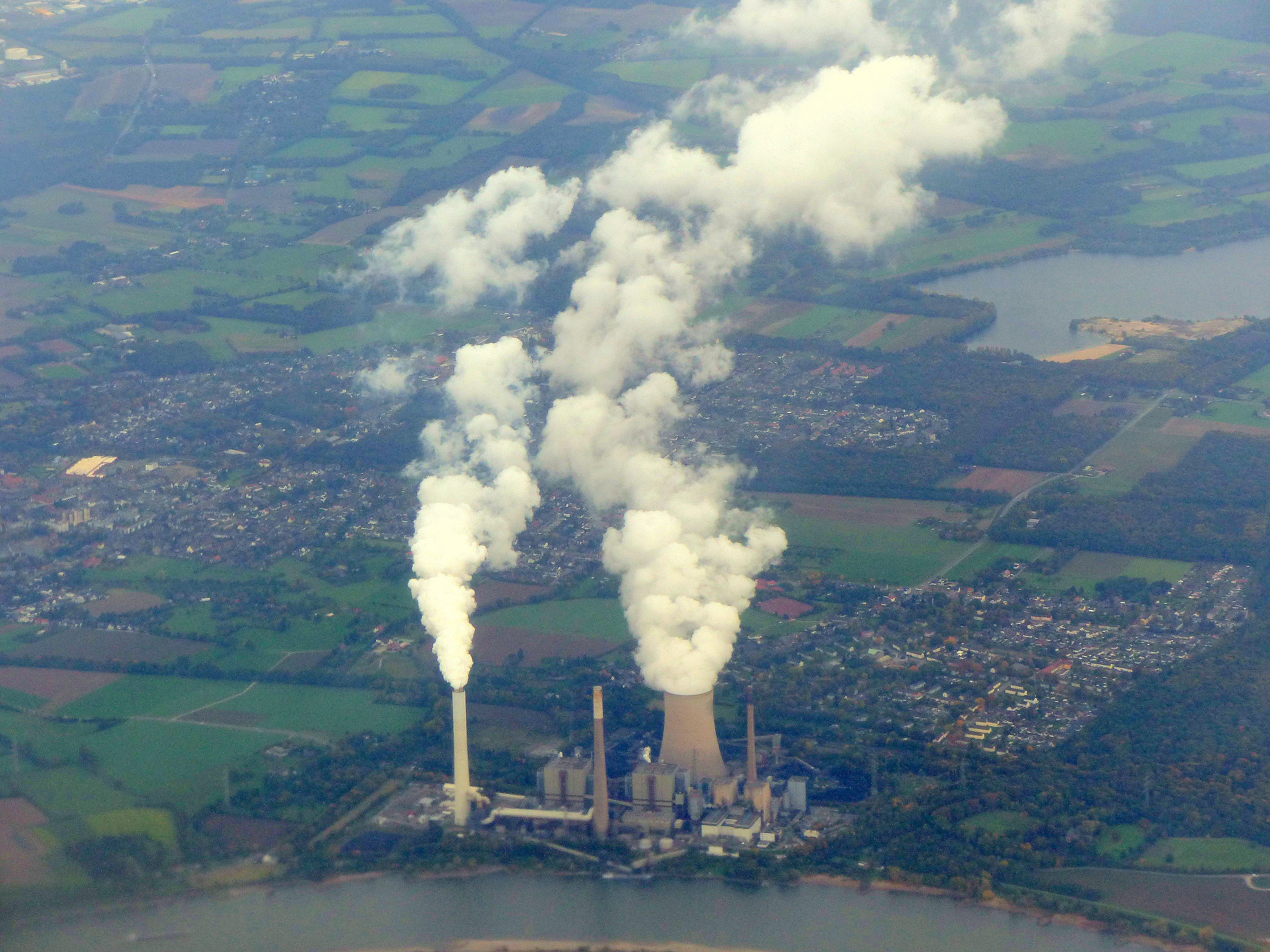
luchtfoto uit 2015
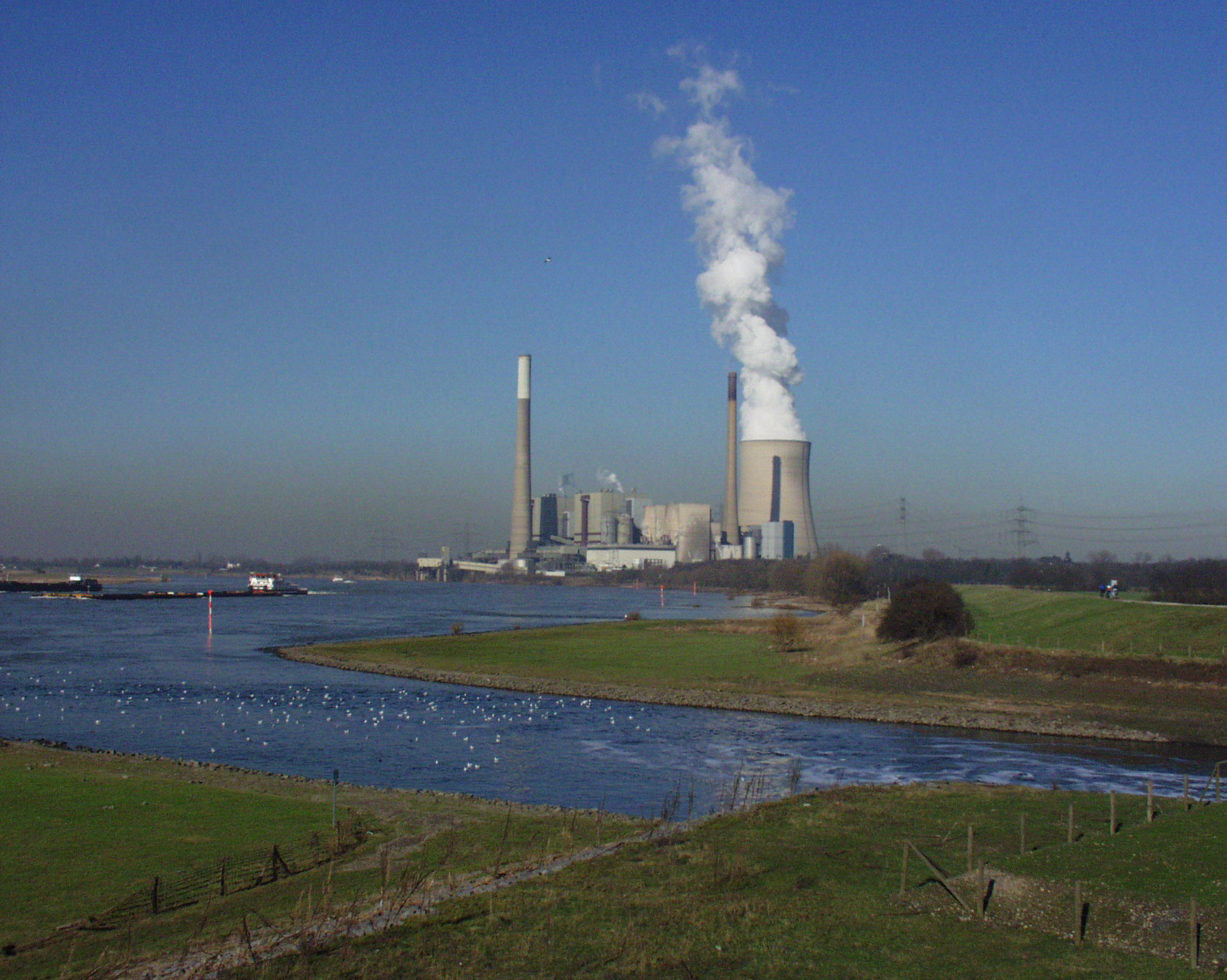
in 2002, nog zonder derde schoorsteen